# Coriaria nepalensis
Coriaria nepalensis là một loài thực vật có hoa trong họ Coriariaceae. Loài này được Wall. mô tả khoa học đầu tiên năm 1832.